# ポール・ダグラス
ポール・ハワード・ダグラス（英: Paul Howard Douglas、1892年3月26日 - 1976年9月24日）は、アメリカ合衆国の政治家、経済学者。1949年から1967年までイリノイ州選出上院議員を務めた。

## 生い立ち
マサチューセッツ州セーラムの小さな町で生まれた。彼が4歳の時に母親が死去し、父親は再婚した。父親は再婚相手に暴力を振るい、離婚できなかった継母は夫を残し、ダグラスと兄を連れてメイン州ピスカタキス郡へ逃れた。そこでは彼女の兄弟とおじが森林にリゾートを造っていた。

## 研究生活と家族
1913年にファイ・ベータ・カッパのメンバーとしてボウディン大学を卒業した。その後コロンビア大学に入学し、1915年の経済学の修士号を、1921年には博士号を取得した。1915年に彼はブリン・マウワー大学の卒業生で、コロンビア大学で博士号を得たドロシー・ウォルフと結婚した。
1915年から1920年まで、夫妻は6回転居した。ポールはハーバード大学で研究し、イリノイ大学およびオレゴン州のリード大学で教鞭を執った。また、ペンシルベニア州のエマージェンシー・フリート社で労働争議の調停を行い、ワシントン大学でも教鞭を執った。エマージェンシー・フリート社で勤務している間に、彼はジョン・ウールマンの「The Journal of John Woolman」を読んだ。シアトルで教員を務めたときに、彼はクエーカー教徒となった。
1919年にダグラスはシカゴ大学で経済学の教授となる。1921年に彼は社会改革者のジェーン・アダムズに出会っている。ダグラスは自身の仕事を楽しんでいたが、妻は縁故主義の禁止という大学の規則のため、職を得ることができなかった。スミス大学に職を得ると、彼女はマサチューセッツ大学アマースト校で教鞭を執った経験のある夫に、一家でマサチューセッツに転居するよう説得した。シカゴでダグラスはチャールズ・W・コッブと共にコブ＝ダグラス型関数を発表した。ダグラスは結婚生活が継続できないとし、二人は1930年に離婚した。ドロシーが4人の子供を引き取り、ダグラスはシカゴに戻った。翌年ダグラスは彫刻家ロラード・タフトの娘でありウィリアム・タフト元大統領の遠戚であるエミリー・タフトと再婚した。エミリーは政治活動家であり元女優、1945年から47年までイリノイ州大選挙区選出下院議員を務めた。

## 参照
- Biles, Roger. " Paul H Douglas, Mccarthyism and the Senatorial Election of 1954," Journal of the Illinois State Historical Society 95#1 2002. pp 52+.
- Douglas, Paul H. (1972). In the Fullness of Time;: The Memoirs of Paul H. Douglas. Harcourt Brace Jovanovich. ISBN 0-15144-376-9
- Biographical Essay on the University of Chicago www site:

www.lib.uchicago.edu/e/spcl/phdouglas.html
- Sledge, Eugene B. (1990). With the Old Breed: At Peleliu and Okinawa. Oxford University Press. ISBN 0-19506-714-2

| アメリカ合衆国上院             | アメリカ合衆国上院                                                                                    | アメリカ合衆国上院           |
| ------------------------------ | --- | ---------------------------- |
| 先代 チャールズ・W・ブルックス | イリノイ州選出上院議員（第2部） 1949年 - 1967年 同職：スコット・W・ルーカス, エヴァレット・ダークセン | 次代 チャールズ・H・パーシー |